# Alerte à Malibu
Pour les articles homonymes, voir Alerte.
« Baywatch » redirige ici.  Pour le film, voir Baywatch : Alerte à Malibu.
Alerte à Malibu (Baywatch) est une série télévisée américaine composée de 243 épisodes de 45 minutes, créée par Michael Berk, Douglas Schwartz et Gregory J. Bonann, diffusée entre le 23 avril 1989 et le 6 avril 1990 sur le réseau NBC pour la première saison puis entre le 23 septembre 1991 et le 14 mai 2001 en syndication. Les deux dernières saisons seront délocalisées à Hawaï, la série est alors rebaptisée Alerte à Hawaï (Baywatch Hawaii). C'est la série la plus regardée au monde avec plus d'un milliard de téléspectateurs par semaine. La série connaîtra par ailleurs plusieurs téléfilms, une série dérivée (Un privé à Malibu) ainsi qu'une adaptation cinématographique.
En France, la série a été diffusée le 2 janvier 1991 jusqu'à décembre 2005 sur TF1 (notamment à partir de 1993 dans l'émission Des millions de copains) puis rediffusée sur TMC, TF6, NRJ 12, RTL9, AB1, HD1 et sur la chaîne L'Équipe depuis le 29 avril 2024.
Au Québec, la série a été diffusée, en débutant par la deuxième saison, à partir du 17 février 1995 sur le réseau TVA, en Suisse sur TSR1, et en Belgique, elle est rediffusée depuis le 3 janvier 2011 sur AB3 ainsi que sur AB4 et Club RTL.

## Synopsis
Une brigade de sauvetage du comté de Los Angeles (L.A. County Beach Patrol) menée par le lieutenant Mitch Buchannon et composée d'une dizaine de sauveteurs doit faire face chaque jour aux dangers de la plage, tout en composant avec leur vie personnelle.

## Distribution

### Alerte à Malibu(1989-1999)
| Acteur                | Personnage                   | Saisons                              | Doublage français                          |
| David Hasselhoff      | Mitchell « Mitch » Buchannon | saisons 1-9                          | Yves-Marie Maurin                          |
| Parker Stevenson      | Craig Pomeroy                | saisons 1 - invité saisons 8-9       | Patrick Borg puis Guillaume Orsat          |
| Shawn Weatherly       | Jill Riley                   | saison 1                             | Micky Sébastian puis Déborah Perret        |
| Billy Warlock         | Eddie Kramer                 | saisons 1-3                          | Olivier Destrez                            |
| Erika Eleniak         | Shauni McClain               | saisons 1-3                          | Dominique Chauby                           |
| Peter Phelps          | Trevor Cole                  | saison 1                             | Julien Kramer                              |
| Monte Markham         | Capitaine Don Thorpe         | saisons 1-2                          | Denis Savignat                             |
| Brandon Call          | Hobie Buchannon              | saison 1                             | Brigitte Lecordier                         |
| Jeremy Jackson        | Hobie Buchannon              | saisons 2-8 / récurrent saison 9     | Brigitte Lecordier puis Christophe Lemoine |
| Holly Gagnier         | Gina Pomeroy                 | saison 1                             | Françoise Pavy                             |
| John Allen Nelson     | John D. Cort                 | saisons 1 / Invité saisons 2, 4 et 5 | Guy Chapellier                             |
| Tom McTigue           | Harvey Miller                | saison 2                             | NC                                         |
| Richard Jaeckel       | Lieutenant Ben Edwards       | saison 2 / invité saison 3           | NC                                         |
| Pamela Bach           | Kaye Morgan                  | saisons 2-6                          | Pascale Vital                              |
| Susan Anton           | Jackie Quinn                 | saisons 3-5                          | Dominique Dumont                           |
| Alexandra Paul        | Lieutenant Stephanie Holden  | saisons 3-6 / Invitée saison 7       | Véronique Augereau                         |
| Nicole Eggert         | Roberta « Summer » Quinn     | saisons 3-4                          | Véronique Alycia                           |
| David Charvet         | Matt Brody                   | saisons 3-5 / Invité saison 6        | Alexandre Gillet                           |
| Pamela Anderson       | Casey Jean « C.J. » Parker   | saisons 3-7                          | Malvina Germain                            |
| Kelly Slater          | Jimmy Slade                  | saisons 3-4                          | Olivier Korol                              |
| Gregory Alan Williams | Garner Ellerbee              | 4-5 - invité saison 2 et 8           | Jean-Louis Faure                           |
| Yasmine Bleeth        | Caroline Holden              | saisons 5-7 / Invitée saisons 4 et 8 | Dominique Vallée puis Anne Rondeleux       |
| Jaason Simmons        | Logan Fowler                 | saisons 5-6 / Invité saison 7        | David Krüger                               |
| Gena Lee Nolin        | Neely Capshaw #2             | saisons 6-8                          | Catherine Privat                           |
| David Chokachi        | Cody Madison                 | saisons 6-9                          | Lionel Melet                               |
| Traci Bingham         | Jordan Tate                  | saisons 7-8                          | Pascale Vital                              |
| Donna D'Errico        | Donna Marco                  | saisons 7-8                          | Marie Gamory                               |
| José Solano           | Manny Gutierrez              | saisons 7-8 / invité saison 9        | François Huin                              |
| Nancy Valen           | Capitaine Samantha Thomas    | saison 7                             | Clara Borras                               |
| Michael Newman        | Michael « Newmie » Newman    | saisons 7-9 / récurrent saisons 1-6  | José Luccioni                              |
| Carmen Electra        | Leilani « Lani » McKenzie    | saison 8                             | Rafaèle Moutier                            |
| Michael Bergin        | Jack « J.D. » Darius         | saisons 8-9                          | Guillaume Lebon                            |
| Kelly Packard         | April Giminski               | saisons 8-9                          | Sybille Tureau                             |
| Marliece Andrada      | Skylar Bergman               | saison 8                             | Vanina Pradier                             |
| Angelica Bridges      | Lieutenant Taylor Walsh      | saison 8                             | Françoise Cadol                            |
| Mitzi Kapture         | Lieutenant Alex Ryker        | saison 9                             | Emmanuèle Bondeville                       |
| Brooke Burns          | Jessie Owens                 | saison 9                             | Marjolaine Poulain                         |

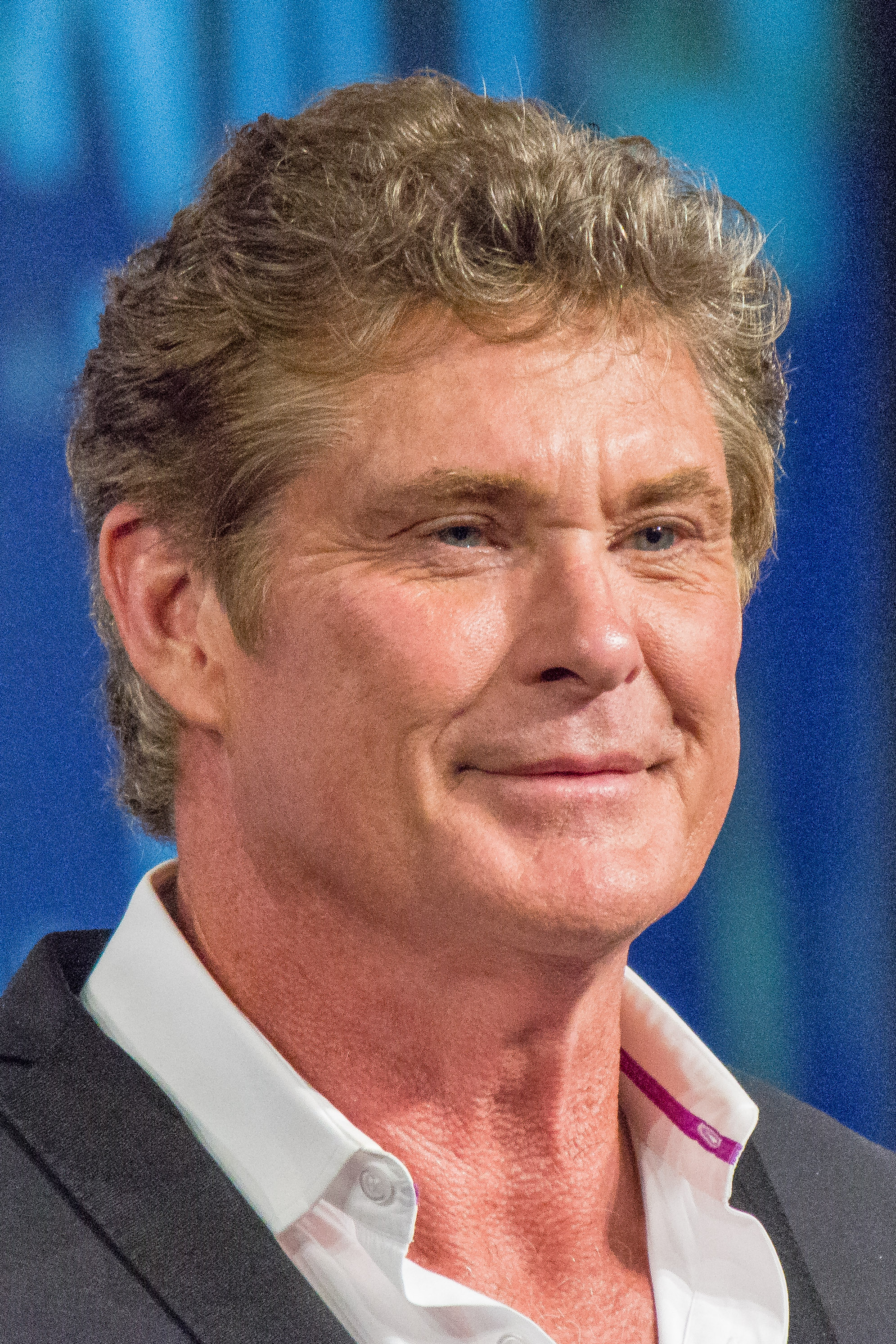
David Hasselhoff
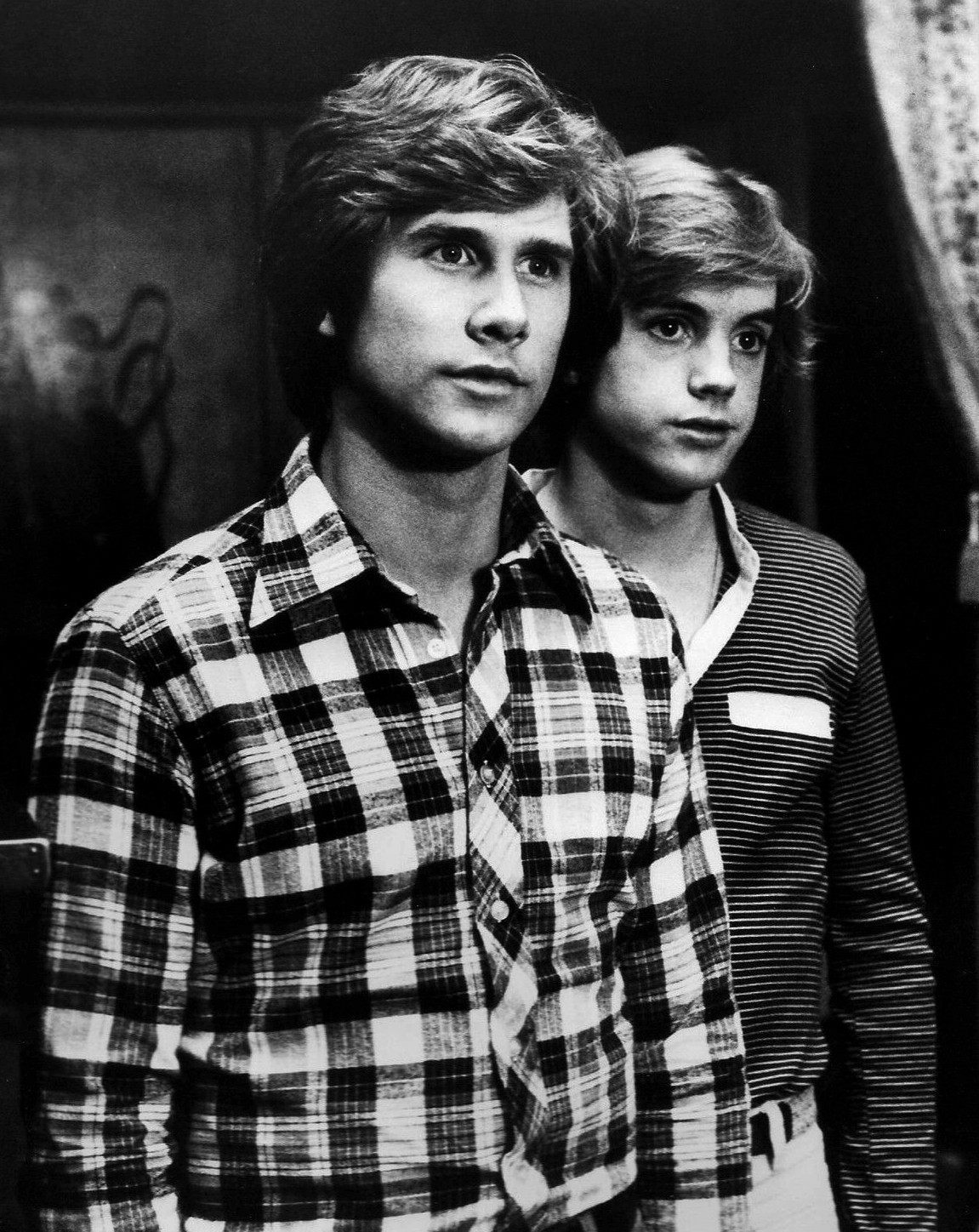
Parker Stevenson
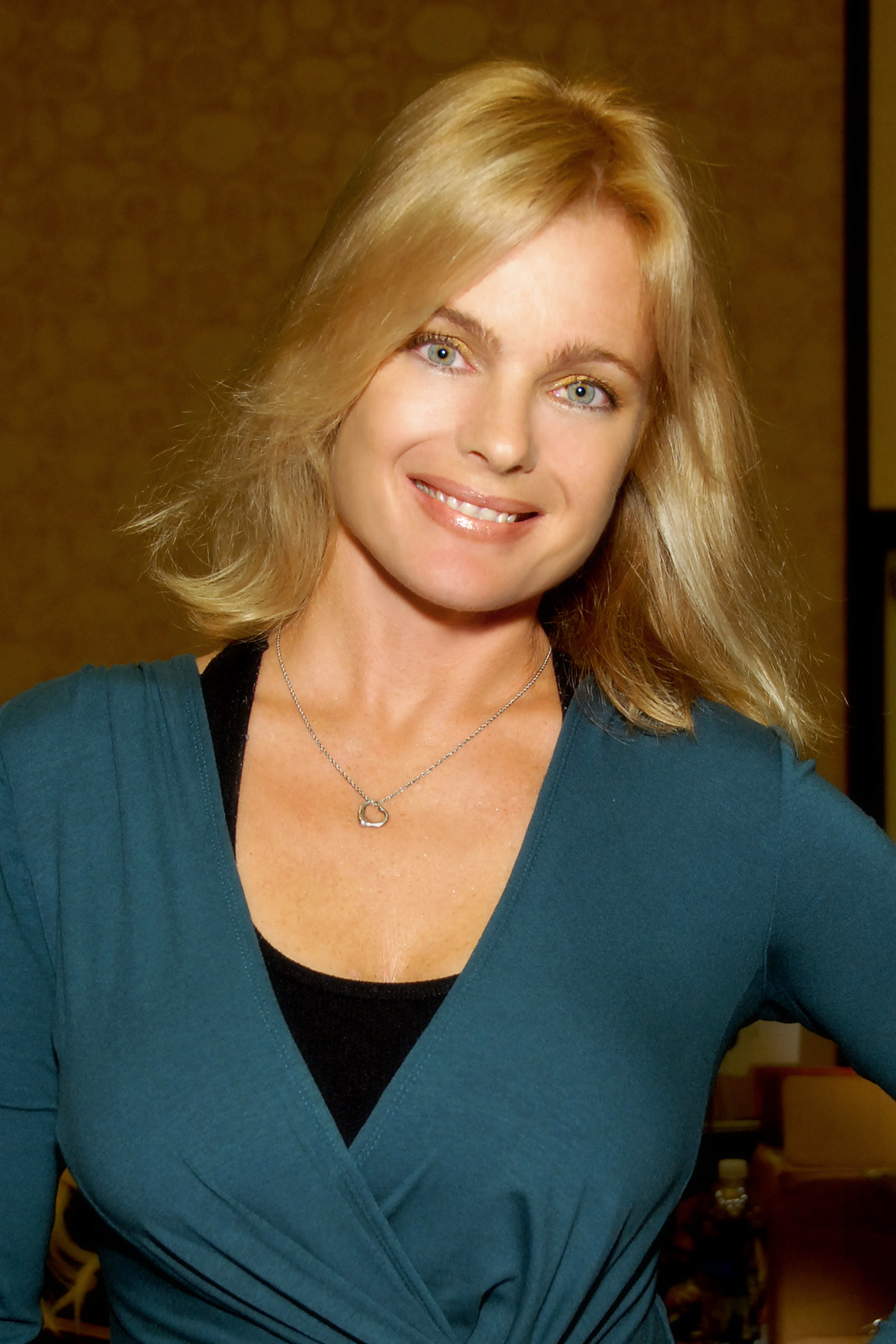
Erika Eleniak
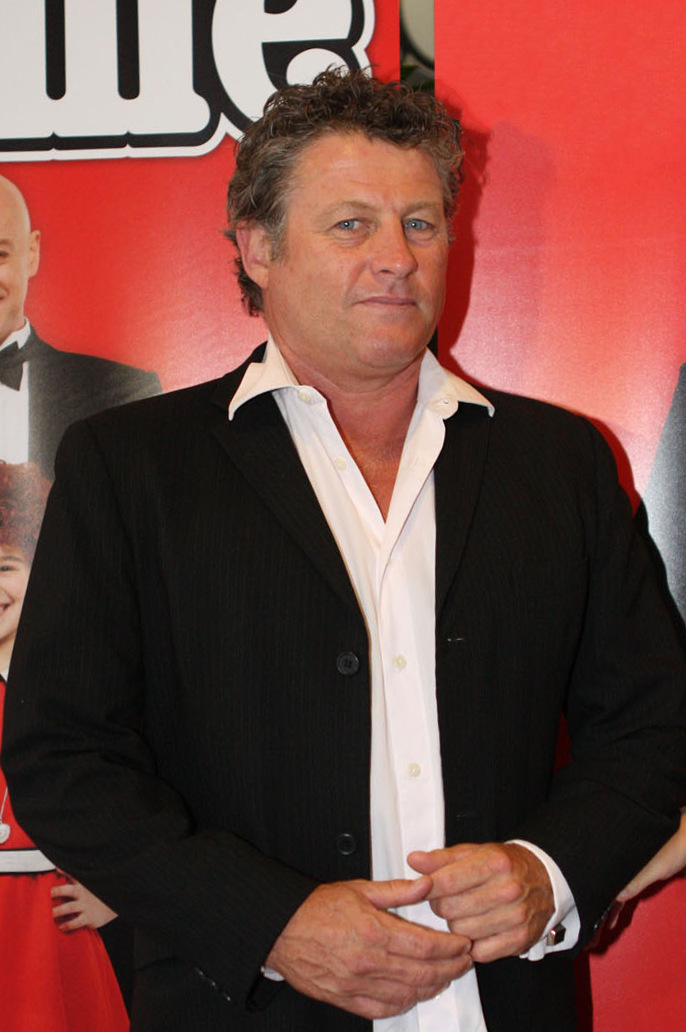
Peter Phelps
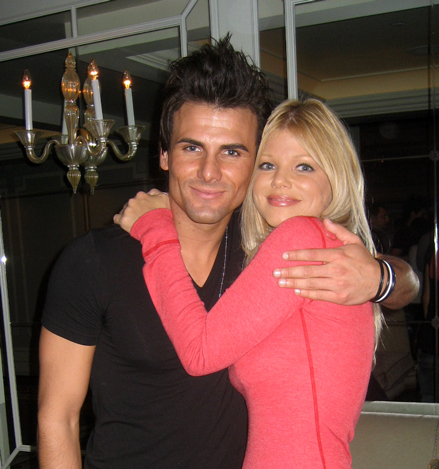
Jeremy Jackson et Donna D'Errico
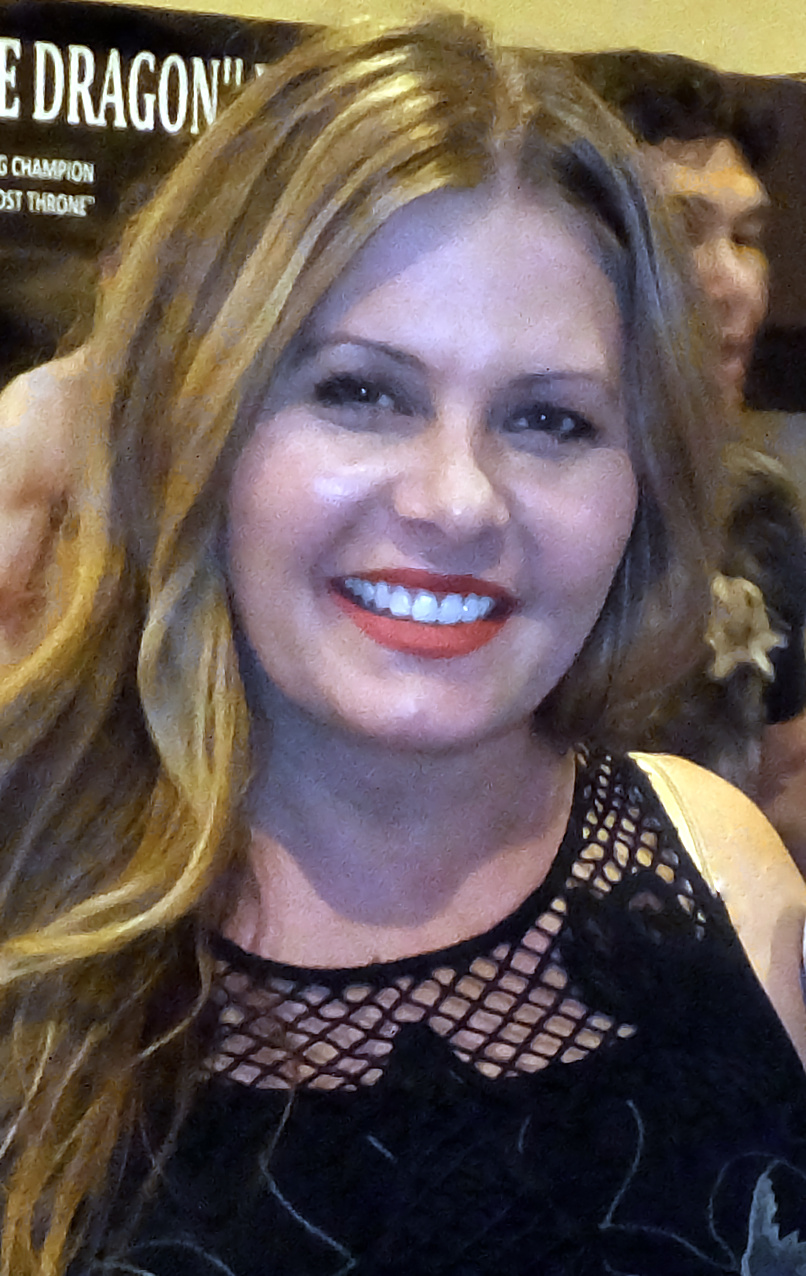
Nicole Eggert
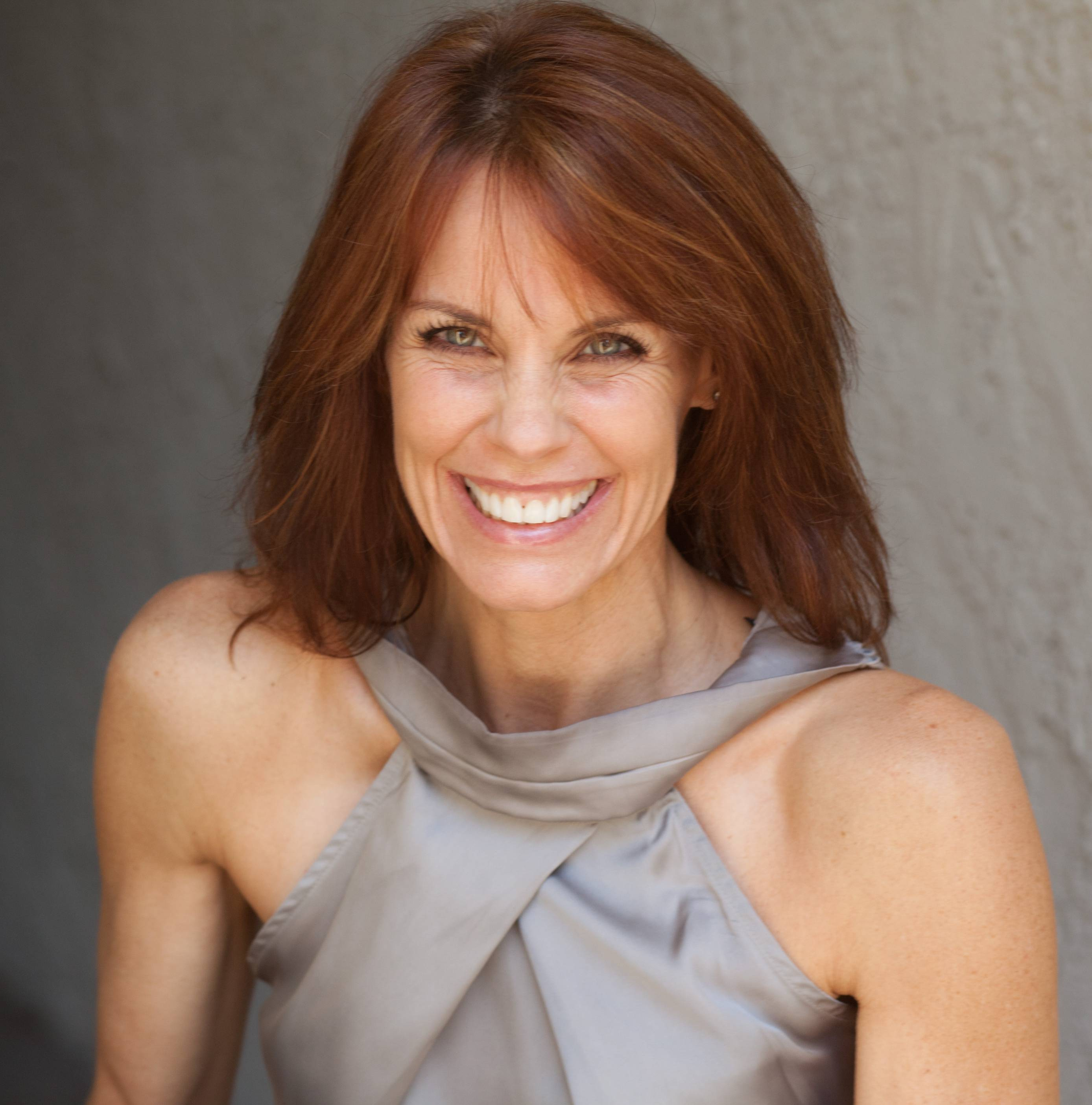
Alexandra Paul
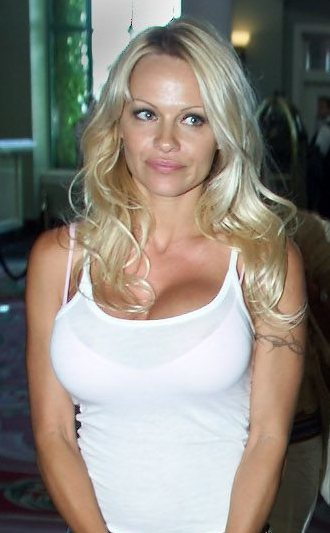
Pamela Anderson
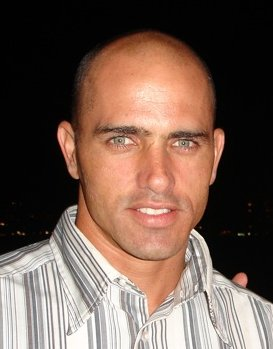
Kelly Slater
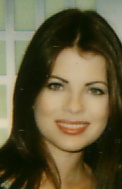
Yasmine Bleeth
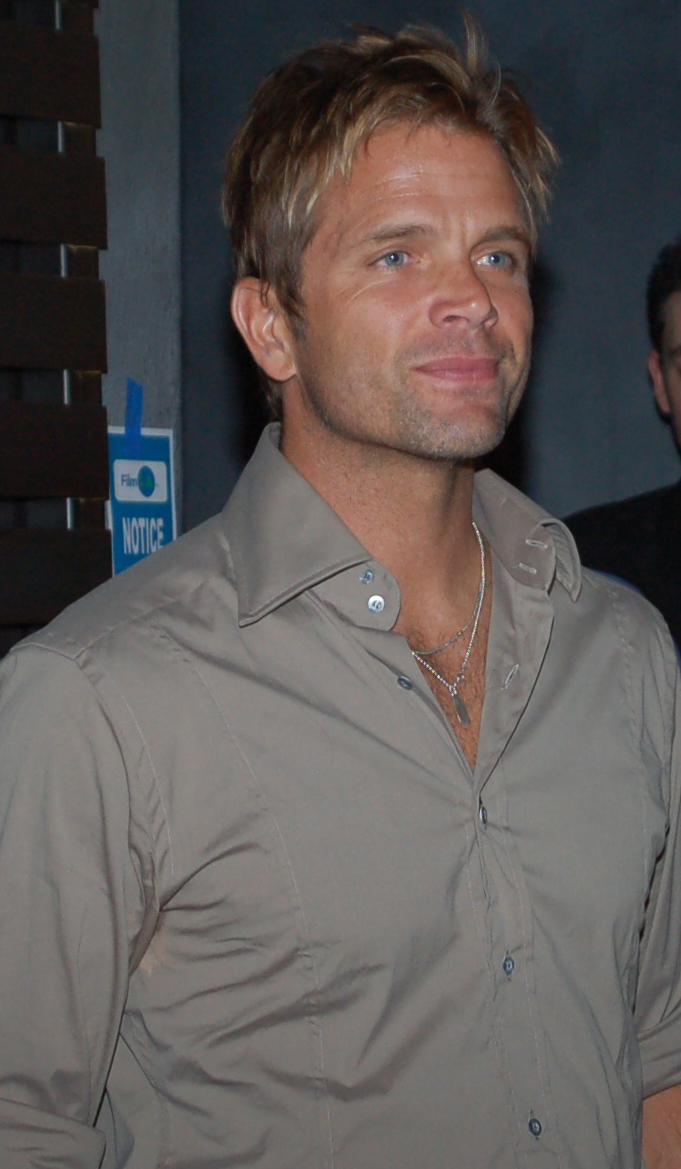
David Chokachi
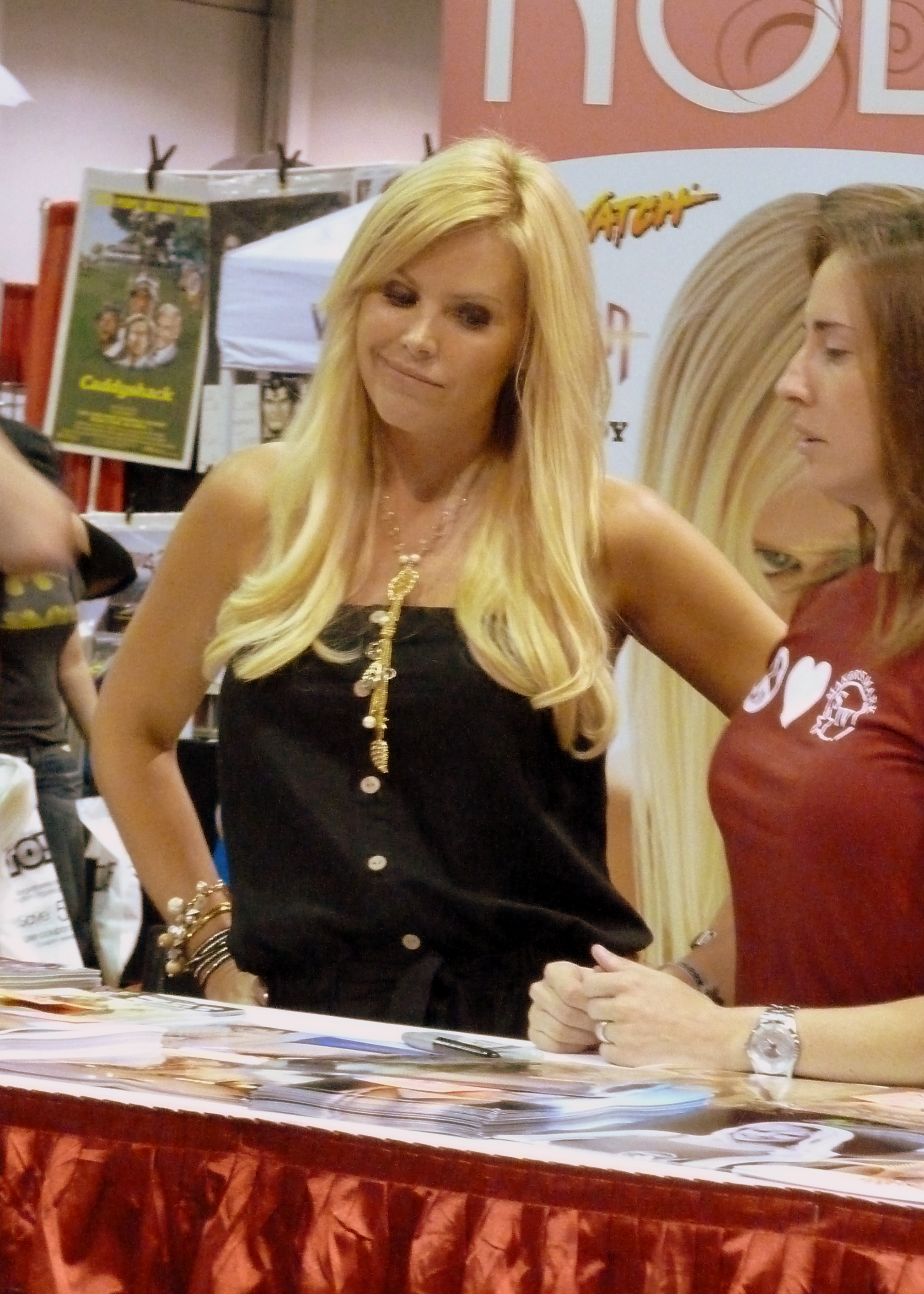
Gena Lee Nolin
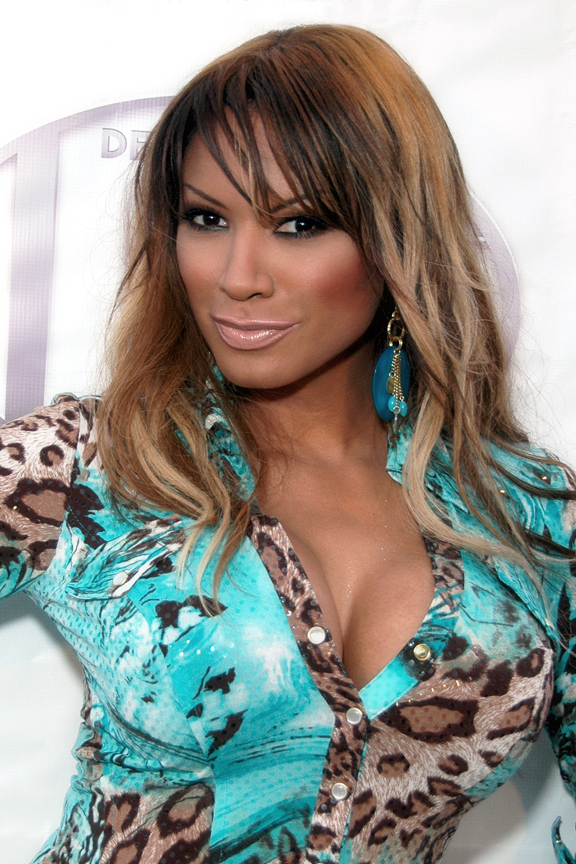
Traci Bingham
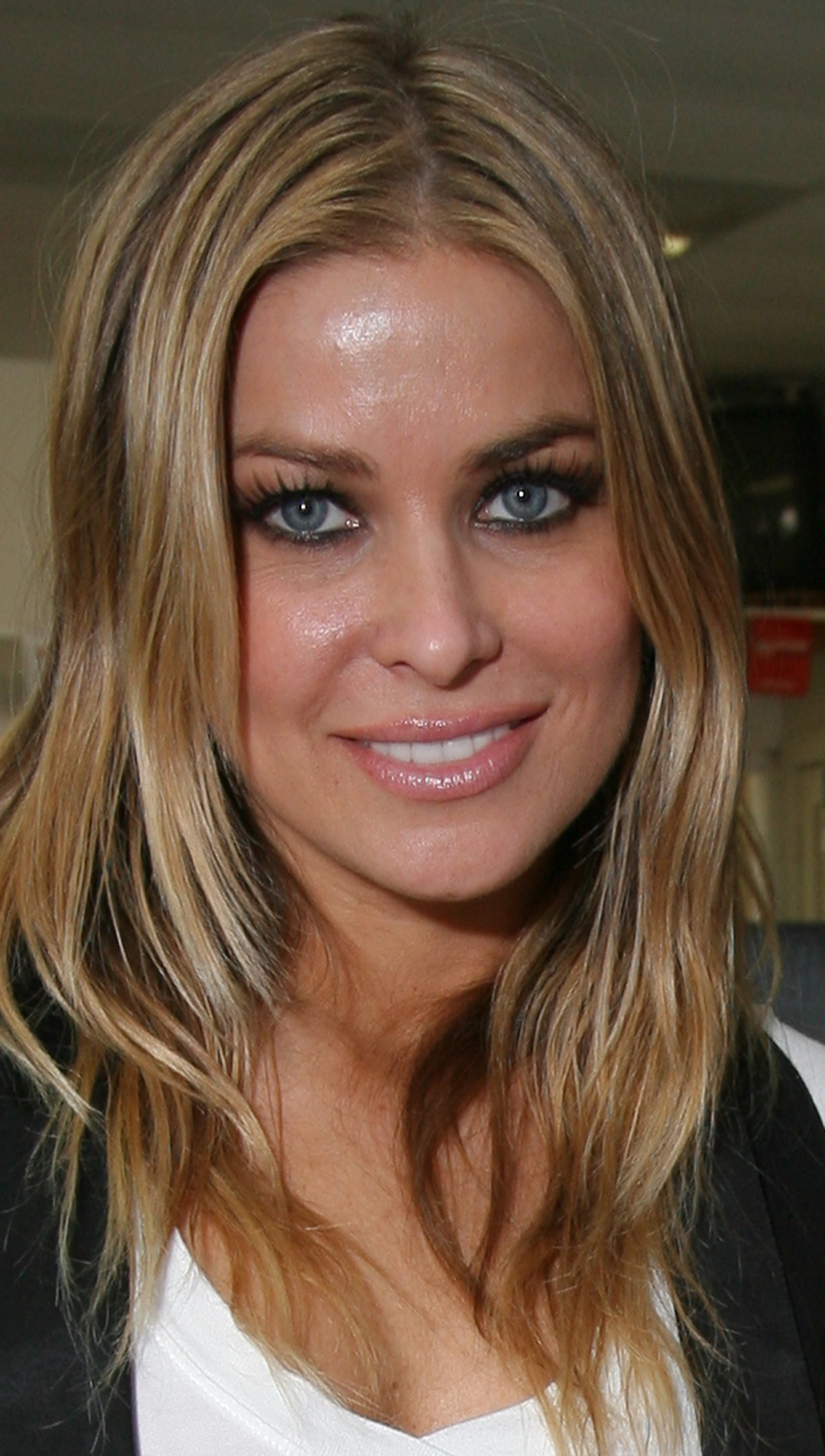
Carmen Electra
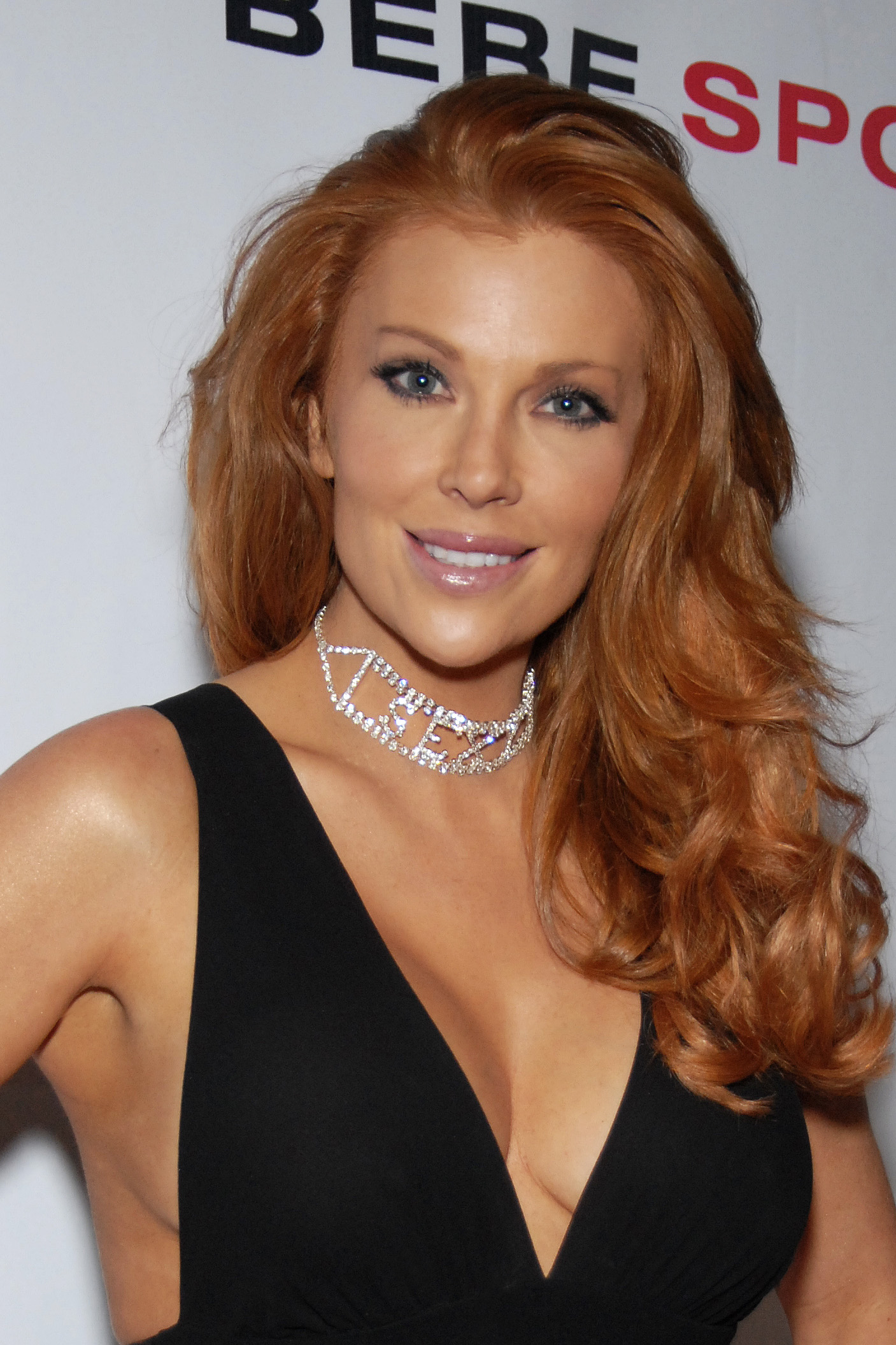
Angelica Bridges
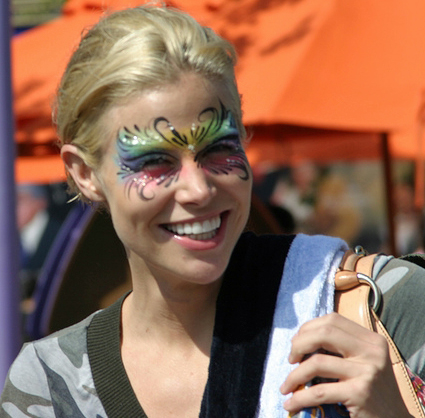
Brooke Burns

### Alerte à Hawaï(1999-2001)
Avec l'augmentation du coût financier des épisodes, la production décide de délocaliser le tournage à Hawaï dès la saison 10. La distribution est ainsi renouvelée, le titre de la série est changé mais la sauce ne prend pas et la série est rapidement annulée après deux saisons de diffusion.
| Acteur                 | Personnage                | Saisons                                  | Doublage français       |
| David Hasselhoff       | Mitch Buchannon           | Saison 10                                | Yves-Marie Maurin       |
| Brooke Burns           | Jessie Owens              | Saison 10 / invitée saison 11            | Marjolaine Poulain      |
| Michael Bergin         | J.D. Darius               | Saisons 10 et 11                         | Guillaume Lebon         |
| Brandy Ledford         | Dawn Masterton            | Saison 10                                | Marie-Frédérique Habert |
| Michael Newman         | Michael « Newmie » Newman | Saison 10                                | José Luccioni           |
| Simmone Jade Mackinnon | Allie Reese               | Invitée saison 9 / Principale Saison 10  | Brigitte Aubry          |
| Jason Momoa            | Jason Ioane               | Saisons 10 et 11                         | Tanguy Goasdoué         |
| Stacy Kamano           | Kekoa Tanaka              | Saisons 10 et 11                         | Sandrine Fougère        |
| Jason Brooks           | Lieutenant Sean Monroe    | Saisons 10 et 11                         | Régis Lang              |
| Brande Roderick        | Leigh Dyer                | Saison 11                                | Nathalie Bleynie        |
| Charlie Brumbly        | Zach McEwan               | Saison 11                                | Laurent Morteau         |
| Krista Allen           | Jenna Avid                | Invitée saison 10 / Principale saison 11 | Sybille Tureau          |

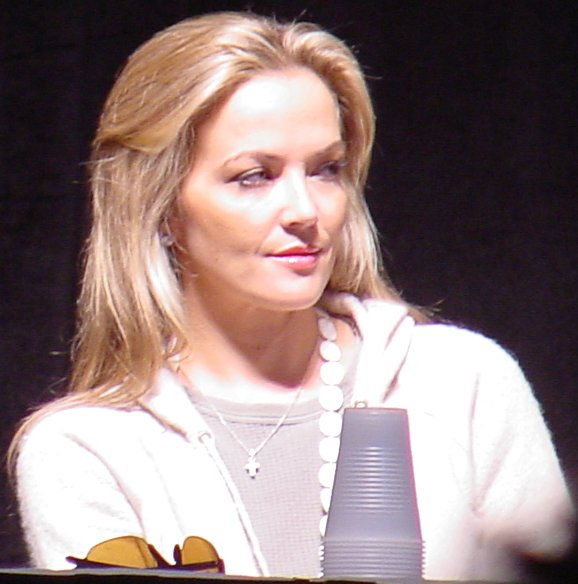
Brandy Ledford
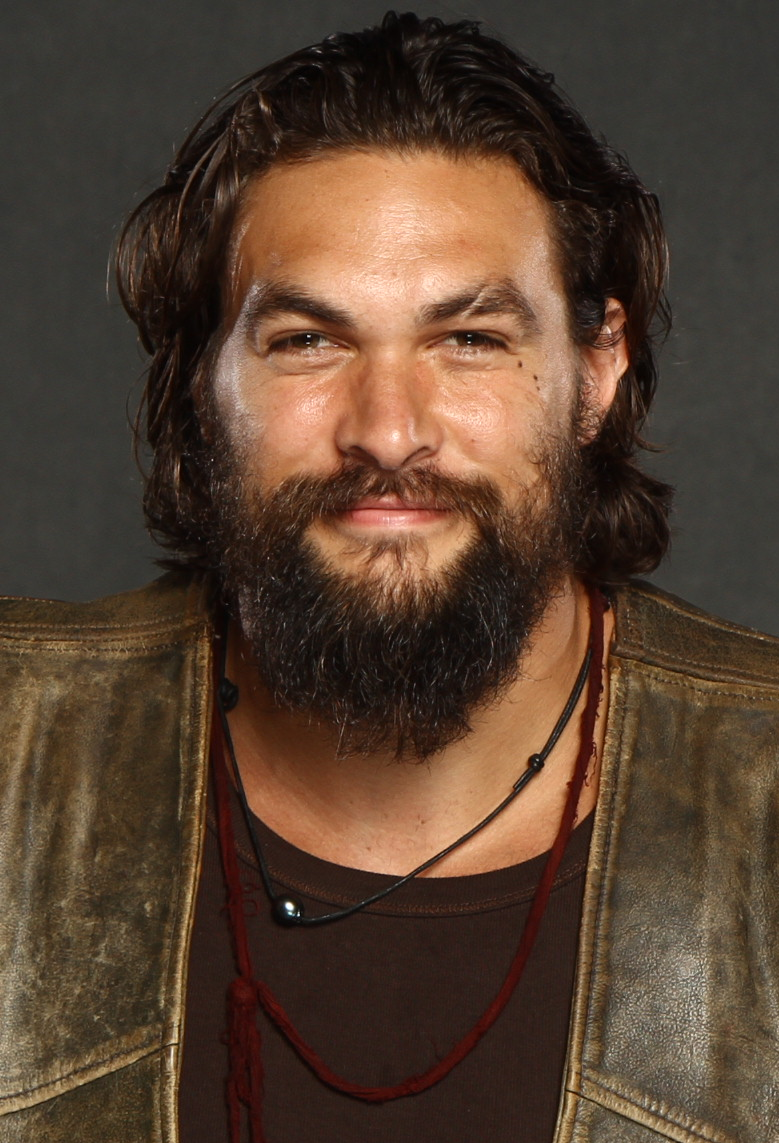
Jason Momoa
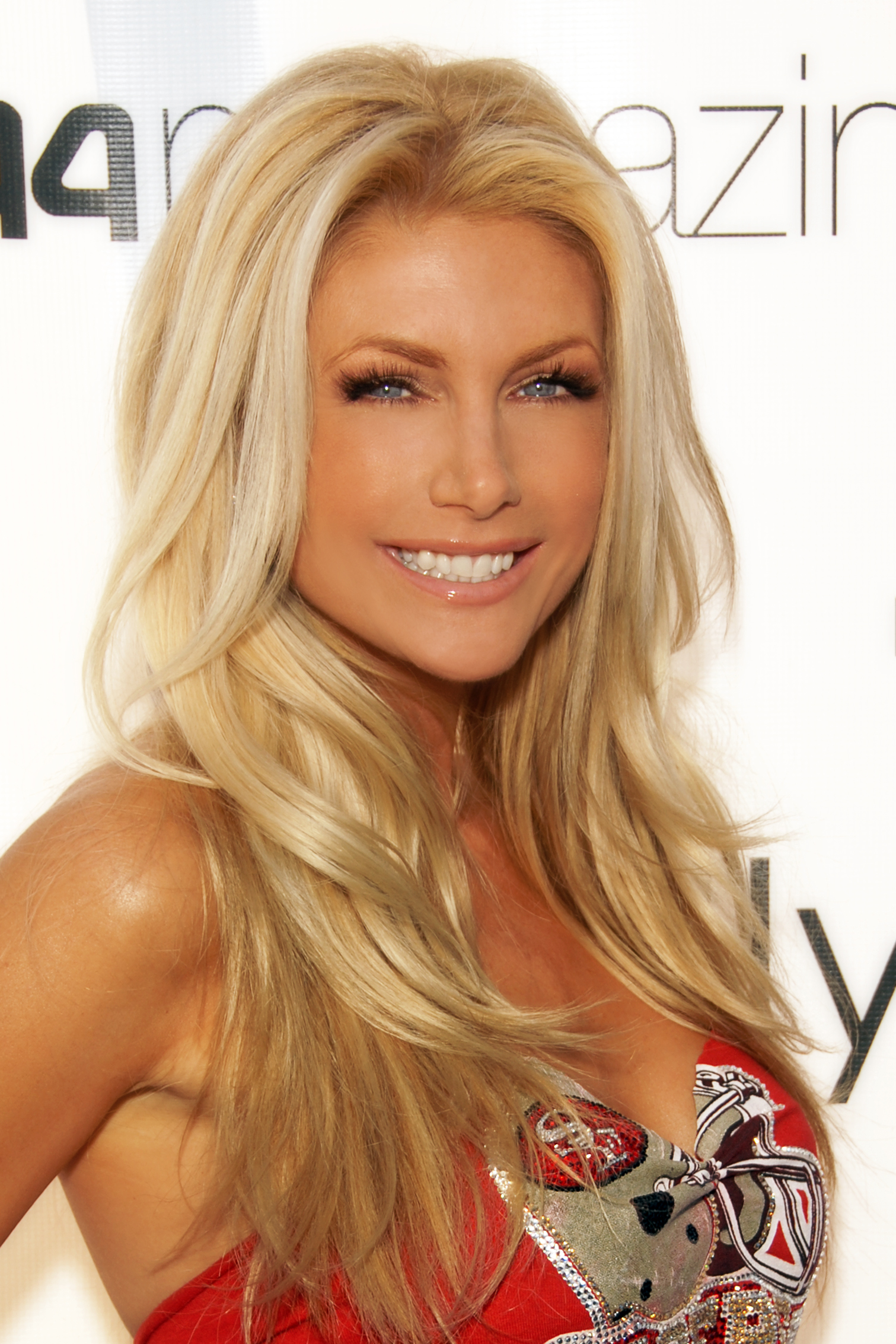
Brande Roderick
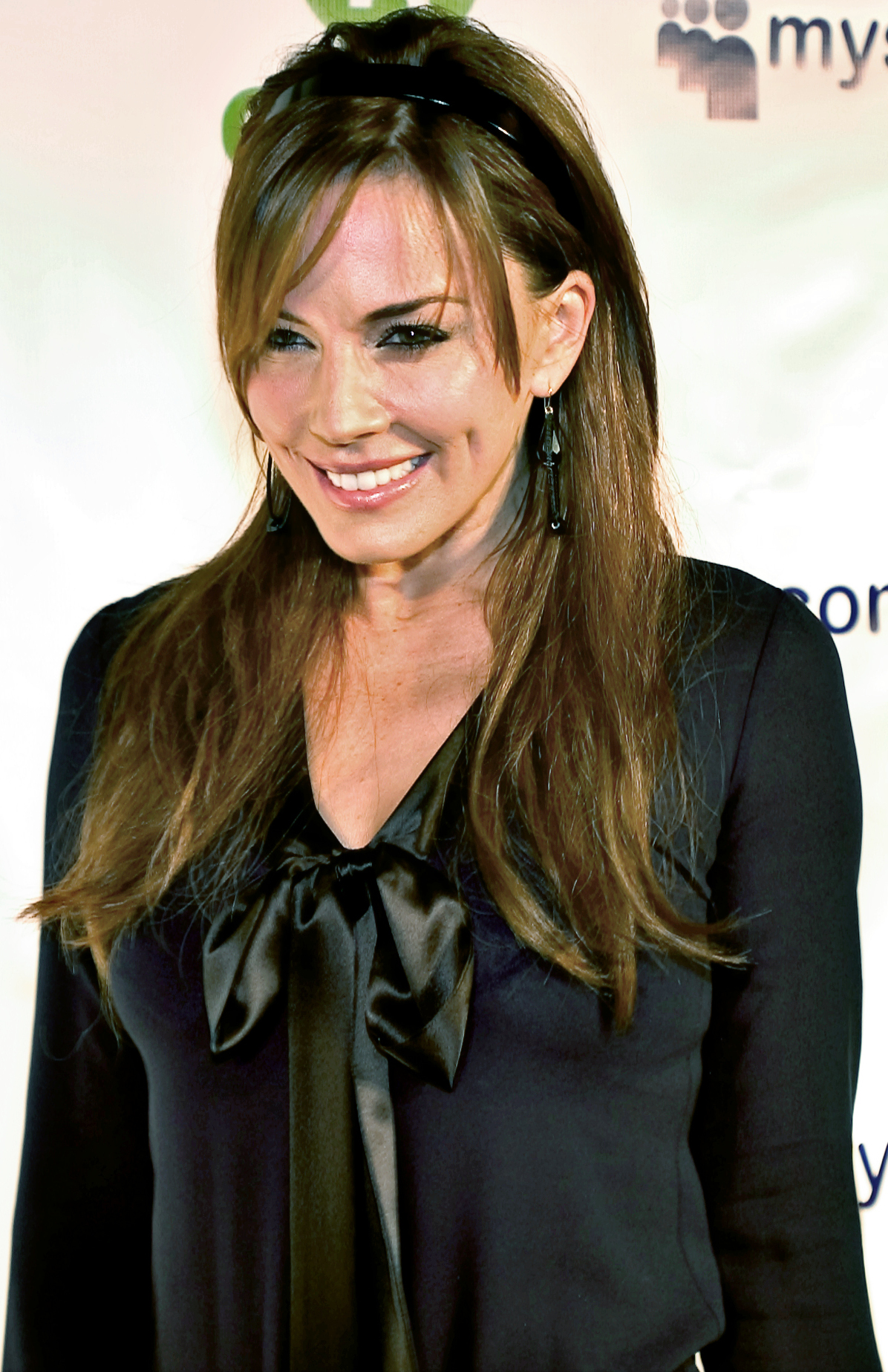
Krista Allen

#### Acteurs secondaires
- Jennifer Campbell (VF : Laura Blanc) : Neely Capshaw (#3) (récurrente saisons 9)
- Jeremy Jackson (VF : Christophe Lemoine) : Hobie Buchannon (récurrent saisons 10)
- Scott Gurney (VF : Guillaume Orsat) : Nick Montgomery (récurrent saisons 10)
- Alicia Rickter (VF : Virginie Ogouz) : Carrie Sharp (récurrente saisons 11)

#### Invités
- Mariska Hargitay : Lisa Peters (saison 1 : épisode 5)
- Bryan Cranston : Tom Logan (saison 1 : épisode 8)
- Danny Trejo (VF : Pascal Renwick) : Carlos Urueta / Chulo (saison 2 : épisode 6 / saison 3 : épisode 9)
- Cary-Hiroyuki Tagawa : Mason Sato (saison 2 : épisode 13)
- Elizabeth Berkley : Courtney Bremmer (saison 3 : épisodes 5 et 6)
- Trevor Goddard (VF : Pascal Renwick) : Wiley Brown (saison 3, épisode 22)
- Sam J. Jones : Ken Jordan (saison 4 : épisodes 1 et 2)
- Michelle Williams : Bridget Bowers / Hobie's Groupie (saison 4 : épisodes 1 et 12)
- Carrie-Anne Moss : Gwen Brown / Mattie Brown (saison 4 : épisode 16)
- Ashley Gorrell : Joey Jennings (saisons 5 et 6)
- Mila Kunis : Annie / Bonnie (saison 5 : épisode 3 / saison 6 : épisode 3)
- Charisma Carpenter : Wendie Sanders (saison 5 : épisode 5)
- Beverley Mitchell : Melissa (saison 6 : épisode 3)
- Hulk Hogan (VF : Michel Vigné) : Terry 'Hulk' Hogan (saison 6 : épisode 15)
- Jenny McCarthy : April Morella (saison 6 : épisode 16)
- Angie Harmon (VF : Juliette Degenne) : Ryan McBride (saison 6 : épisode 17)
- Naya Rivera : Willa (saison 7 : épisode 5)
- Jay Leno : Lui-même (saison 7 : épisode 14)
- Pamela Bach (VF : Brigitte Aubry[3]) : Sara Chapman (saison 8 : épisode 19)
- Sofía Vergara : Elle-même (saison 9 : épisode 14)
- Kristina Wayborn (VF : Dominique Dumont) : Lena (saison 9 : épisode 18)
- Brian Thompson : Porter (saison 10 : épisode 9)
- Pamela Bach (VF : Julie Dumas[3]) : Bree Handford (saison 10 : épisode 22)

## Production

### Développement
Créée pour le réseau NBC en 1989, la série est rapidement annulée après une seule saison, à cause d'audiences en berne, mais aussi parce que le studio GTG qui produisait la série a fait faillite.
Néanmoins, David Hasselhoff flaire rapidement le potentiel de la série. Il souffle l’idée d’une reconduite de la série aux créateurs et producteurs exécutifs Michael Berk, Douglas Schwartz et Greg Bonann, qui finissent par être convaincus et démarchent les différents réseaux américains pour que la série puisse être reprise.
En 1991, la série est reprise pour le marché de la diffusion en syndication; un conglomérat de chaines locales américaines qui produisent des séries pour les diffuser sur les chaines locales américaines. Il parie notamment sur les ventes des droits à l’international.
Rapidement, le succès est au rendez-vous, avec des audiences plus que correctes sur le sol américain, mais surtout de très bonnes ventes à l’international.

### Musique
La musique du générique de la première saison est Save Me, interprétée par Peter Cetera.
Pour la diffusion en syndication (dès la deuxième saison), un nouveau thème est utilisé et restera la musique du générique. Il s'agit de la chanson I'm Always Here, interprétée par Jimi Jamison (chanteur du groupe Survivor).
Le générique de fin est chanté par David Hasselhoff, avec son titre The Current of Love.
Sur l'édition DVD de la série, le thème du début a été remplacé par la chanson Strong Enough de Evan Olson (tirée de son album Audio).
Le générique de fin est également remplacé par la chanson A Beautiful Life, chantée par David Isaacs.

### Fiche technique
- Titre original : Baywatch
- Titre français : Alerte à Malibu
- Création : Michael Berk, Gregory J. Bonann, Douglas Schwartz
- Scénario : Michael Berk, Gregory J. Bonann, Douglas Schwartz, David Braff, Deborah Schwartz, Kimmer Ringwald, André Jacquemetton
- Décors : Gary Moreno (140 épisodes), Rick Romer (25 épisodes)
- Costumes : Karen Braverman-Ohrberg (144 épisodes), Kathe James (22 épisodes), Lindsay McGrail (20 épisodes)
- Photographie : James Pergola (145 épisodes), Stuart Asbjornsen (29 épisodes)
- Montage : David Latham, Tom Erwin, Casey Brown, Scott A. Henderson, George W. Brooks
- Musique : P.J. Bloom (124 épisodes), Evyen Klean (123 épisodes), John D'Andrea (123 épisodes), Cory Lerios (123 épisodes)
- Production : Gregory J. Bonann (242 épisodes), Susan Glicksman (242 épisodes), Douglas Schwartz (197 épisodes), David Hasselhoff (166 épisodes),
- Sociétés de production : GTG Entertainment, Pearson All-American Television, The Baywatch Company, Tower 12 Productions
- Sociétés de distribution : National Broadcasting Company (NBC) (1989-1990) (USA) (TV) (saison 1), The Fremantle Corporation, All American Television
- Pays d'origine : États-Unis
- Langue d'origine : anglais
- Format : Couleurs - 35 mm - 1,78:1 - Son stéréo
- Genre : Action, Drame
- Durée : 45 minutes
- Dates de première diffusion :
  - États-Unis : 23 avril 1989 (NBC)
  - France : 2 janvier 1991 (TF1)
  - Québec : 17 février 1995 (TVA)

## Univers de la série

### Personnages principaux
Adultes

#### Mitchell «Mitch» Buchannon
Le capitaine Mitchell « Mitch » Buchannon est l'un des principaux sauveteurs en chef ; interprété par David Hasselhoff, il confie aux autres leurs missions, forme les nouvelles recrues et organise de nouvelles méthodes de sauvetage.
Mitch est très dévoué à son travail, préférant patrouiller sur la plage et sauver des vies plutôt que de rester assis dans un bureau toute la journée.
Il partage un lien fusionnel avec son fils Hobie et tente de consolider ce lien. Ami fidèle et loyal, c'est aussi une figure paternelle populaire auprès des autres sauveteurs qui se tournent vers lui pour obtenir des conseils et de l'aide. Il a un bon sens de l'humour et des passions comme le surf et le basket. Mitch peut être sévère et sérieux lorsque la situation l'exige, surtout si la vie d'une personne est en jeu.
À la fin de la première saison de Baywatch Hawaï, il est laissé pour mort au cours d'une explosion.

#### Caroline Holden
Caroline Holden a été interprétée par l'actrice Yasmine Bleeth.
Caroline est une jolie femme âgée de 24 ans lorsqu'elle arrive dans le comté de Los Angeles, elle est présentée comme la sœur cadette de Stéphanie.
Physiquement, elle possède tous les attraits d'une belle femme avec de longs cheveux brun foncé et des yeux bleus. Sa silhouette a la forme d'un sablier avec un buste assez grand ; tout le contraire de sa sœur Stéphanie. Caroline mesure 165 cm et pèse 56 kg.[réf. nécessaire]
Sa personnalité est assez différente de sa sœur. En effet la belle est beaucoup plus féminine, rêveuse, sensible. Elle possède une intuition aiguisée, elle fait preuve d'altruisme, et d'empathie.
Caroline est forte, courageuse et toujours prête à plonger dans un sauvetage. Elle devient très vite la meilleure amie de « CJ ». La belle est très dévouée envers sa sœur aînée Stéphanie même si elle lui reproche d'être trop protectrice envers elle.
Caroline peut aussi être têtue et un peu superficielle, elle peut manquer de réalisme, de sérieux, de confiance en elle. La belle à des attentes particulièrement élevées dans les relations amoureuses, et ne pardonne pas la moindre trahison.

#### Casey Jean «CJ» Parker
Interprétée par Pamela Anderson dans la série télévisée, elle avait 22 ans lorsqu'elle rejoint l'équipe des sauveteurs du comté de Los Angeles en 1992.
Elle a des cheveux blonds et une forte poitrine. Malgré cela le personnage est présenté comme étant assez athlétique ;
« CJ » mesure 170 cm et son poids varie entre 57  et   61 kg.[réf. nécessaire]
Rapidement elle fait sa place dans l'équipe, « CJ » est loyale, travaille dur et fonce tête baissée quand la situation l'exige. Elle est très amie avec Mitch Buchannon (qu'elle considère comme une figure paternelle), ses deux meilleures amies sont Stéphanie et Caroline. « CJ » est néanmoins crédule, elle croit facilement aux légendes comme l'existence des sirènes, des fantômes et des elfes.

#### Cody Madison
Il a été interprété par l'acteur David Chokachi.
Cody est présenté comme un sauveteur expert et passionné par son métier. Rapidement il devient très ami avec Mitch et gagne le respect de l'équipe.
Humainement Cody est altruiste, compatissant et a un grand sens de l'humour, bien qu'il y ait des moments où il peut être têtu, ambitieux et fougueux.
Il est un nageur accompli et espère un jour tenter sa chance aux jeux olympiques.

#### Lieutenant Stéphanie Holden
Elle a été interprétée par l'actrice Alexandra Paul.
La sauveteuse avait 26 ans lorsqu'elle a rejoint Baywatch en 1992. Stéphanie a été présentée au cours de la troisième saison en tant que nouveau lieutenant de Baywatch.
Physiquement, sa taille était 178 cm pour 60 kg.[réf. nécessaire]. Stéphanie était une belle jeune femme sculpturale aux yeux noisette et aux cheveux châtain foncé.
Stéphanie était un sauveteur qui travaillait dur, présentée comme le plus grand atout de l'équipe Baywatch. Elle est aussi présentée comme une amie fidèle.
La sauveteuse était une femme sensée et intelligente, très dévouée à son travail. Elle était une amie fidèle qui faisait souvent passer les besoins des autres avant les siens.
Stéphanie avait un grand sens de l'humour. Elle aimait tendrement sa jeune sœur Caroline et était un peu surprotectrice envers elle.
Aussi elle souffrait de la peur de voler en hélicoptère. Cette peur trouve son origine dans la mort de son père au cours d'un accident d'hélicoptère pendant la guerre du Vietnam.
Stéphanie est décédée d'une mort tragique au cours de la saison 7 ; alors que son bateau est pris dans une tempête, le mât du navire l'écrase.
Enfants
Mila Kunis et Ashley Gorrell (en) ont également jouées dans la série, cette dernière dans un épisode remplaçant les adultes et jouant pour l'occasion habillée en sauveteuse mais aussi à ces risques et périls,,.

### Les comédiens

Les principaux sauveteurs»
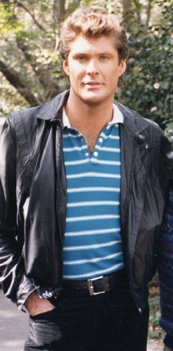
David Hasselhoff (Mitch Buchannon).
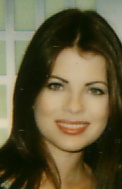
Yasmine Bleeth (Caroline Holden).
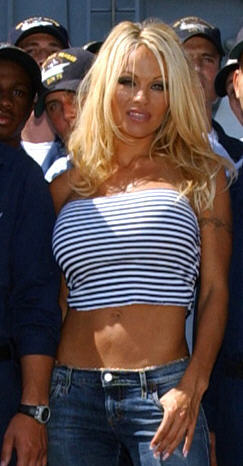
Pamela Anderson (C.J Parker).
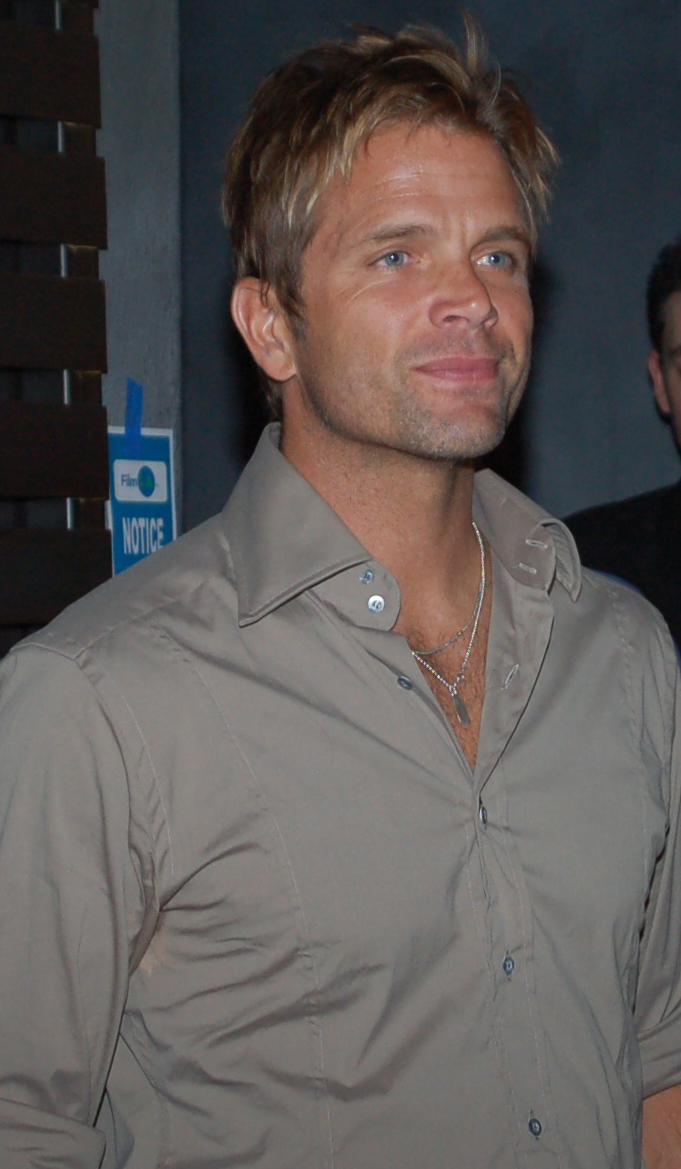
David Chokachi (Cody Madison).
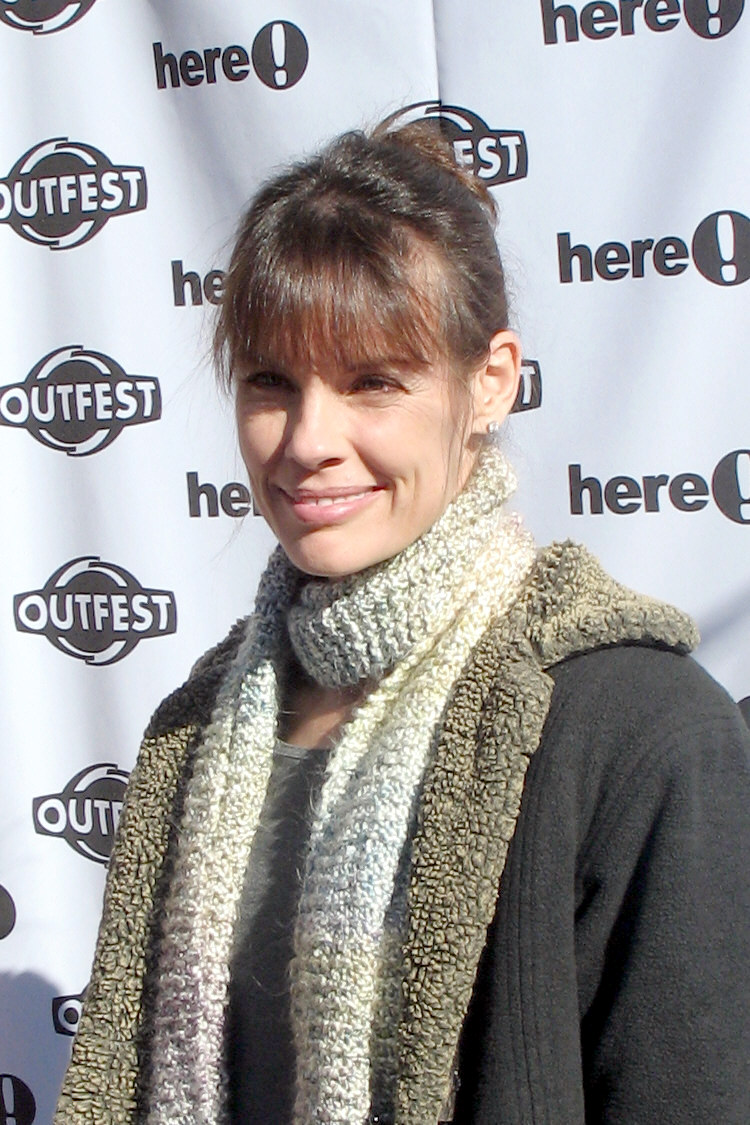
Alexandra Paul (Stéphanie Holden)

.

## Anecdotes
À ce jour, cette série reste la plus vendue dans le monde. Son créateur, Greg Bonann, est un ancien sauveteur et s'est inspiré de ses propres souvenirs sur la plage. Le pilote, tourné en 1989, a donné lieu à une première saison, qui a été stoppée en raison de ses coûts de production. Flairant le potentiel de la série, David Hasselhoff, son acteur principal, décide de reprendre le projet en syndication et s'investit comme producteur exécutif. Le programme connaît alors un immense succès.
Dans les saisons 3 et 4, l'actrice Pamela Anderson est placée à la quatrième position et créditée comme Pamela Denise Anderson. Du fait de sa notoriété grandissante, à partir de la saison 5, elle est créditée comme Pamela Anderson et est désormais placée en seconde position. Dans les saisons 6 et 7, elle est créditée comme Pamela Lee.
Dès le début de la saison 5 Yasmine Bleeth intègre le générique de la série. La presse parle de la jalousie de Pamela Anderson à son égard. En effet le personnage interprété par Yasmine Bleeth devient plus populaire que celui de Pamela Anderson. Par conséquent Yasmine Bleeth devient le chef de file des personnages féminins avec des scénarios plus importants.
L'utilisation fréquente du ralenti est en partie à l'origine du succès de la série. En 2014, David Hasselhoff a expliqué que ce procédé n'avait pas été adopté pour des raisons esthétiques, mais parce qu'il permettait d'allonger la durée de chaque épisode et donc d'en réduire le budget,.

### Dérivés
Malgré de nombreux défauts, reconnus et surtout assumés par son équipe, la série a su s'ériger en symbole du mode de vie californien. Ainsi, de nombreux clins d'œil ont fait référence à la série, par exemple dans la sitcom Friends où les personnages de Joey et Chandler se prennent de passion pour les séquences de course au ralenti des sauveteuses en maillot de bain. En 2000, dans la scène d'ouverture du film parodique Scary Movie, Carmen Electra parodie son rôle de Lani McKenzie, qu'elle jouait à l'époque dans la série, en courant au ralenti sous les fontaines d'eau qui s'activent sur la pelouse, peu avant qu'elle reçoive un coup de couteau de la part du tueur, dans ses seins siliconés. Entre 2001 et 2004, une parodie de la série prénommée Son of the Beach, a été réalisée. En 2003, le film Alerte à Malibooty, parodie la série télé.
Dans Bob l'éponge, le film, paru en 2005, David Hasselhoff, habillé en maillot de bain, interprétant ainsi le rôle de Mitch Buchannon, aide Bob l'éponge et Patrick à revenir à Bikini Bottom. En 2006, dans le film Borat, le héros du même nom s'éprend de l'actrice Pamela Anderson, qu'il croit être le personnage qu'elle incarne, C. J. Parker. Un avatar pornographique a été tourné en 2010 avec Samantha Sin, précisant bien This Ain't Baywatch dans son titre. Ajoutons aussi que dans le film Piranha 2 3D, sorti en 2012, David Hasselhoff se parodie en reprenant son rôle de sauveteur de la série télévisée.

### Réception
La série Alerte à Malibu a réalisé un record d'audience hebdomadaire estimé à 1,1 milliard dans 142 pays en 1996,,. Malgré le succès mondial de ce soap opera, il a reçu globalement des critiques négatives, ces dernières l'accusant notamment de constituer une réminiscence de la jiggle television (en) ou T&A television des années 1970, en véhiculant une image ridicule du mode de vie américain.

## Produits dérivés

### Téléfilms
- Alerte à Malibu (Baywatch: Panic at Malibu Pier) : téléfilm pilote de 1989
- Alerte à Malibu - Paradis interdit (Baywatch the Movie: Forbidden Paradise) : téléfilm de 1995 (diffusé en France en deux parties au début de la Saison 6)
- Alerte à Malibu - Croisière à haut risque (Baywatch: White Thunder at Glacier Bay) : téléfilm de 1998 (diffusé en France en deux parties à la fin de la Saison 8)
- Alerte à Malibu : Mariage à Hawaï (Baywatch: Hawaiian Wedding) : téléfilm de 2003

### Série dérivée
Un privé à Malibu (Baywatch Nights, 1995-1997) : aussi connue sous le titre Malibu Club ou encore Mitch Buchannon. Le personnage principal est devenu détective privé et mène ses enquêtes à la nuit tombée.

### Adaptation cinématographique
Baywatch : Alerte à Malibu, sorti en 2017.